# Dom chłopców
Dom chłopców (oryg. House of Boys) – luksembursko-niemiecki queerowy dramat filmowy z 2009 roku, napisany i wyreżyserowany przez Jean-Claude'a Schlima, z Layke'em Andersonem, Bennem Northoverem i Udo Kierem obsadzonymi w rolach głównych. Zdjęcia kręcono w Luksemburgu, Amsterdamie, Kolonii i As-Suwajrze.
Premiera filmu nastąpiła w listopadzie 2009 w trakcie American Film Market. W Polsce obraz został wydany 18 marca 2011 przez dystrybutora zajmującego się publikacją kina LGBT Tongariro Releasing.
W maju 2011 w Toronto podczas 21. dorocznego Inside Out LGBT Film and Video Festival Dom chłopców został wyróżniony nagrodami krytyków i widzów. Doceniony został przekaz filmu, dotyczący walki z AIDS oraz wpływu choroby na miliony ludzi. Film otrzymał też statuetkę dla najlepszego projektu na luksemburskiej gali Lëtzebuerger Filmpräis.

## Opis fabuły
Luksemburg, lata 80. Nastoletni gej Frank pochodzi z typowej drobnomieszczańskiej rodziny. Z nieznanych powodów decyduje się uciec z domu wraz z dwójką przyjaciół. Osiedlają się w Amsterdamie, gdzie Frank korzysta z uroków życia, uczęszczając na huczne imprezy. Gdy Rita, z którą bohater zamieszkiwał, decyduje się wyjechać ze swoim chłopakiem w podróż, Frank zostaje bez dachu nad głową. Trafia do domu publicznego o wymownej nazwie "Dom Chłopców", w którym młodzi, atrakcyjni mężczyźni tańczą w kabarecie i świadczą usługi seksualne starszym od siebie. Ekstrawagancki lokal, prowadzony przez tajemniczego performera i drag queen Madame, pełni też funkcję przytułku, więc zamieszkuje w nim Frank. Poznaje kolejnych tancerzy: Angelo, który jest transseksualistą i zbiera fundusze na operację zmiany płci, punka i graficiarza Deana oraz Jake'a, ulubieńca klientów, uważającego się za heteroseksualistę. Opiekę nad tancerzami sprawuje Emma. Wkrótce pomiędzy Frankiem i dłużej funkcjonującym w niechlubnym biznesie Jakiem dochodzi do zbliżenia. Tymczasem do Europy dociera zza Oceanu nieznany dotąd wirus HIV.

## Obsada
- Layke Anderson − Frank
- Benn Northover − Jake
- Eleanor David(inne języki) − Emma
- Udo Kier − Madame
- Steven Webb(inne języki) − Angelo
- Luke J. Wilkins − Dean
- Stephen Fry − dr. Marsh
- Emma Griffiths Malin(inne języki) − Carol
- Oliver Hoare − Herman
- Gintare Parulyte − Rita
- Gintare Parulyte − Christopher
- Sascha Ley − matka Franka
- Chris McHallem − ojciec Franka
- Joanna Scanlan(inne języki) − siostra Suzanne
- William Cohn − Johan
- Elias McConnell(inne języki) (w czołówce jako Elias Comfort) − młody hipis
- Jean-Claude Schlim − klient "Domu Chłopców"

## Festiwale filmowe
Film zaprezentowano podczas następujących festiwali filmowych:
- 2010: Stany Zjednoczone − European Union Film Festival
- 2010: Francja − Paris Gay and Lesbian Film Festival
- 2011: Wielka Brytania − London Lesbian and Gay Film Festival
- 2011: Kanada − Inside Out LGBT Film and Video Festival

## Nagrody i wyróżnienia
- 2009, Lëtzebuerger Filmpräis:
  - nagroda dla najlepszego filmu[4]
- 2011, Inside Out LGBT Film and Video Festival:
  - nagroda krytyków dla najlepszego filmu[3]
  - nagroda widzów dla najlepszego filmu[3]